# A62 (Griekenland)
De A62 is een autosnelweg in Griekenland. De snelweg verbindt over een afstand van 6 kilometer de A6 met de luchthaven van Athene.